# Vương Học Quân
Vương Học Quân (sinh tháng 12 năm 1952) là chính khách nước Cộng hòa Nhân dân Trung Hoa. Ông từng giữ chức Bí thư Tỉnh ủy tỉnh An Huy, Chủ nhiệm Ủy ban Thường vụ Đại hội đại biểu nhân dân tỉnh An Huy và Tỉnh trưởng Chính phủ Nhân dân tỉnh An Huy.

## Tiểu sử
Vương Học Quân sinh tháng 12 năm 1952, người huyện Nam Bì, tỉnh Hà Bắc. Ông tham gia công tác tại nhà máy xi măng ở huyện Nam Bì từ tháng 3 năm 1970 đến tháng 4 năm 1972. Tháng 7 năm 1975, ông gia nhập Đảng Cộng sản Trung Quốc. Ông tốt nghiệp Đại học Công nghiệp Hà Bắc.
Tháng 6 năm 1984, ông được bổ nhiệm làm Phó Chủ nhiệm Ủy ban Kinh tế thành phố Thương Châu, Phó Chủ nhiệm Ủy ban Kế hoạch thành phố Thương Châu, tỉnh Hà Bắc. Tháng 5 năm 1988, ông được bổ nhiệm giữ chức Tổng Thư ký Chính phủ nhân dân thành phố Thương Châu. Tháng 11 năm 1989, ông được bổ nhiệm làm Bí thư Huyện ủy huyện Thương, tỉnh Hà Bắc. Tháng 8 năm 1992 đến tháng 12 năm 1994, ông tham gia học chuyên ngành chính trị, Học viện Hàm thụ, Trường Đảng Trung ương.
Tháng 8 năm 1992, ông được bổ nhiệm giữ chức vụ Phó Thị trưởng thành phố Thương Châu. Tháng 4 năm 1994, ông được bổ nhiệm làm Phó Trưởng Ban Tổ chức Tỉnh ủy Hà Bắc. Tháng 12 năm 1997, ông được bổ nhiệm giữ chức Bí thư Thành ủy Lang Phường, tỉnh Hà Bắc.
Tháng 12 năm 2001, ông được bổ nhiệm làm Ủy viên Ban Thường vụ Tỉnh ủy Hà Bắc, Tổng Thư ký Tỉnh ủy Hà Bắc. Ông giữ chức Ủy viên Ban Thường vụ Tỉnh ủy, Tổng Thư ký Tỉnh ủy Hà Bắc cho đến tháng 2 năm 2004. Tháng 7 năm 2008, ông được bổ nhiệm làm Phó Tổng Thư ký Quốc vụ viện.
Tháng 3 năm 2013, ông được bổ nhiệm giữ chức Phó Bí thư Tỉnh ủy, Phó Tỉnh trưởng, quyền Tỉnh trưởng tỉnh An Huy. Ngày 20 tháng 6 năm 2013, ông được bầu làm Tỉnh trưởng tỉnh An Huy. Tháng 6 năm 2015, ông được bổ nhiệm làm Bí thư Tỉnh ủy An Huy. Tháng 7 năm 2015, ông được bầu kiêm nhiệm vị trí Chủ nhiệm Ủy ban Thường vụ Đại hội đại biểu nhân dân tỉnh An Huy. Vương Học Quân giữ chức Bí thư Tỉnh ủy An Huy cho đến ngày 29 tháng 8 năm 2016, thay ông ở vị trí này là Lý Cẩm Bân. Ông cũng thôi giữ chức vụ Chủ nhiệm Ủy ban Thường vụ Đại hội đại biểu nhân dân tỉnh An Huy từ ngày 1 tháng 9 năm 2016.
Ngày 3 tháng 9 năm 2016, Vương Học Quân được bổ nhiệm làm Phó Chủ nhiệm Ủy ban Giáo dục, Khoa học, Văn hóa và Y tế của Quốc hội khóa XII nhiệm kỳ 2013-2018.
Ông là Ủy viên dự khuyết Ban Chấp hành Trung ương Đảng Cộng sản Trung Quốc khóa XVII và Ủy viên Ban Chấp hành Trung ương Đảng Cộng sản Trung Quốc khóa XVII (bầu bổ sung vào tháng 11 năm 2012), khóa XVIII. Ông cũng là đại biểu Quốc hội khóa XII (2013-2018).